# Edwin Sandys (Politiker)

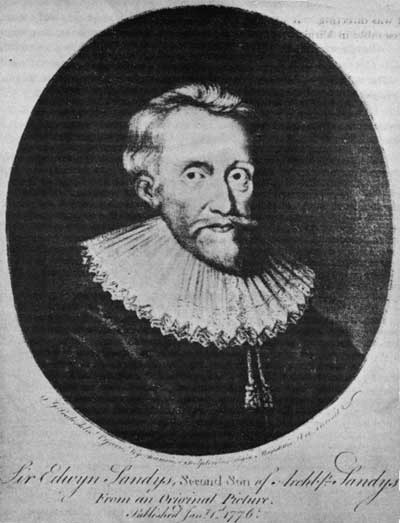
Sir Edwin Sandys, 1776 verfertigte Mezzotinto-Radierung von Valentine Green.

Sir Edwin Sandys (* 9. Dezember 1561 in Worcestershire; † Oktober 1629 in Kent) war ein englischer Politiker und einer der Gründer der Virginia Company of London, die 1606/07 die erste permanente englische Siedlung in der Kolonie Virginia in Nordamerika anlegte. Nach ihm ist Sandys Parish, ein Verwaltungsgebiet von Bermuda, benannt.

## Leben
Edwin Sandys war der zweite Sohn von Edwin Sandys, Erzbischof von York, und dessen Gattin Cecily Wilford sowie ein Bruder des Reisenden und Dichters George Sandys. Er besuchte ab 1571 die Merchant Taylors’ School und ab 1577 das Corpus Christi College (Oxford). 1579 wurde er Bachelor of Arts und zehn Jahre später Bachelor des Zivilrechts. 1582 übertrug ihm sein Vater die Pfründe Wetwang des York Minster, doch wurde er niemals ordiniert. 1589 wurde er, nachdem die Universität Oxford ihn nicht zum Studium des Zivilrechts angenommen hatte, in der Anwaltskammer des Middle Temple zugelassen. In Oxford hatte er Richard Hooker zum Lehrer gehabt, mit dem ihn in der Folge eine lebenslange Freundschaft verband. Sandys soll wesentlich dazu beigetragen haben, dass Hooker die Leitung der Temple Church in London anvertraut wurde.
1593 erschienen die ersten vier Bände von Sandys Werk The Laws of the Churchial Polity. Von 1593 bis 1599 bereiste er den europäischen Kontinent. In Venedig freundete er sich mit Fra Paolo Sarpi an, der ihm bei der Verfassung eines Traktats über die religiöse Lage in Europa, dem Europae speculum, half. 1605 wurde diese Abhandlung auf Basis einer gestohlenen Abschrift unter dem Titel A Relation of the State of Religion in Europe gedruckt. Die anglikanische Kirchengerichtsbarkeit verfügte die Verbrennung des Buchs, wobei unklar ist, ob Sandys selbst an diesem Beschluss mitwirkte. Auf dem Kontinent erfolgten bis zum Ende des 17. Jahrhunderts zahlreiche Auflagen, die eine breite akademische Resonanz fanden. Das Werk enthielt die umfassendste Beschreibung des Katholizismus, die in England verfügbar war, und positionierte sich ausgesprochen tolerant gegenüber der Konfession. Weitere Stationen von Sandys Reisen waren Marburg, Genf, Rom und Paris.
1599 verzichtete Sandys auf seine Pfründe und betrat die aktive politische Laufbahn. Am 13. Oktober 1586 war Sandys erstmals Abgeordneter im House of Commons geworden, und zwar als Vertreter für Andover; ab 1589 war er für Plympton im Parlament gesessen. In den Jahren nach 1599 hofierte er angesichts des sich abzeichnenden baldigen Tods von Königin Elisabeth I. den schottischen König Jakob VI. Nachdem dieser 1603 als Jakob I. den englischen Thron bestiegen hatte, adelte er Sandys als Knight Bachelor. Er gehörte 1604 dem ersten Parlament des Königs als Mitglied für Stockbridge an und profilierte sich als Gegner der großen Monopole. Auch setzte er sich intensiv dafür ein, dass es allen Gefangenen erlaubt sein sollte, einen Rechtsbeistand zu nehmen. Der Annahme dieses Vorschlags widersetzten sich etliche Anwälte, da sie ihn als Gefahr für die Rechtspflege ansahen. In einer Zeit ohne parlamentarische Fraktionen wirkte er häufig als Organisator von Mehrheiten und gemeinsamen Positionen von größeren Gruppen von Abgeordneten.
Politisch stand Sandys in Opposition zu Jakob I. und kritisierte insbesondere die Pläne des Königs, die eine Vereinigung von England und Schottland vorsahen. Ferner zog er sich die Feindschaft des Königs zu, indem er sich kühn für die konstitutionelle Monarchie und gegen die Doktrin des Gottesgnadentums aussprach.
Als Kolonialpolitiker wirkte Sandys in erster Linie wirkte in der Virginia Company of London, der er 1607, ein Jahr nach der Gründung, beigetreten war und deren Schatzmeister und damit de facto Leiter er 1619 wurde. In diesem Zusammenhang trieb er die Gründung der britischen Kolonie in Nordamerika voran, wobei es ihm insbesondere um den politischen Wettstreit mit den bereits stärker kolonial engagierten katholischen Reichen ging. Sein insbesondere ab 1619 bestehender bedeutender Einfluss auf die Virginia Company dauerte bis zu deren Auflösung im Jahr 1624 durch die Regierung Jakobs I. an. Sandys stand bereits vor 1614 mit der Britischen Ostindien-Kompanie in Verbindung und nahm bis zu seinem Tod an deren Aktivitäten teil. 1612 gehörte er zu den Gründern der Somers Island Company, die Bermuda kolonisieren sollte. Auch als Parlamentarier förderte er den Aufbau des britischen Kolonialreichs und insbesondere die Kolonie Virginia, von deren Entwicklung er auch persönlich wirtschaftlich profitierte.
In den späteren Parlamenten Jakobs I. saß Sandys 1621 als Vertreter für Sandwich sowie 1624 für Kent. Dabei trat er in der Session von 1621 gegen die Ausbreitung des Katholizismus sowie gegen den königlichen Minister Lionel Cranfield, 1. Earl of Middlesex auf, dessen Anklage durch das House of Commons er in der Session von 1624 unterstützte. Dem ersten Parlament Karls I. gehörte er 1625 als Vertreter für Penryn an. 1628 schied er aus dem Parlament aus. Sandys starb im Oktober 1629 im Alter von 67 Jahren und wurde in der Northbourne Church in Kent an der Seite seiner letzten Gemahlin Katherine, einer Tochter von Sir Richard Bulkeley, beigesetzt.